# Vitesse limite
 (décembre 2017).
- Si vous ne connaissez pas le sujet, laissez ce bandeau (vous pouvez alors contacter les auteurs).
- Si vous supprimez le contenu mis en cause (vous pouvez préalablement contacter les auteurs),

argumentez précisément cette suppression dans la page de discussion
(un manque de référence n'est pas un argument ; une recherche réelle de référence doit avoir été effectuée, être formellement documentée).
Les expressions « constante d'Einstein »,,, « constante d'espace-temps »,, « vitesse limite », , et constante chronogéométrique, sont employées pour désigner la constante fondamentale, dénotée c (pour célérité), représentant la constante de structure de l'espace-temps de la relativité restreinte. Elle coïncide avec la vitesse dans le vide, de toute particule de masse nulle et a pour valeur exacte 299 792 458 m/s.
La vitesse limite s'applique à tout corps, en tout point de l'univers et quelle que soit la vitesse relative de l'observateur (c'est un invariant relativiste). Cette vitesse, identifiée par la relativité restreinte, est impossible à atteindre par tout objet ayant une masse ; seules les particules de masse nulle peuvent se déplacer exactement à cette vitesse limite. A propos des particules de masse nulle, citons Jean-Marc Levy-Leblond dans le Bulletin de l'Union des Physiciens n°769 : « Il semble que la lumière est composée de tels objets, les photons, et se propage donc bien avec cette vitesse limite ; mais cette assertion est soumise à vérification expérimentale, et pourrait un jour ne se révéler qu’approximativement valide ».

## Description
La relativité restreinte a montré que ni un objet ni une information physique ne peuvent se déplacer à une vitesse supérieure à c. De plus, seules les particules de masse nulle peuvent se déplacer à une vitesse égale à c (possiblement le cas du photon). Citons à nouveau Jean-Marc Levy-Leblond dans le Bulletin de l'Union des Physiciens n°769 :
"Pour un physicien, il est absolument impossible d’affirmer qu’une grandeur, quelle qu’elle soit, a rigoureusement la valeur zéro, pas plus d’ailleurs que n’importe quelle autre valeur. Tout ce que je sais de la masse du photon, c’est ce que disent mes collègues expérimentateurs : ”Elle est très faible ! Inférieure, selon nos mesures actuelles, à 10^(−50)kg”.
Par conséquent, selon la relativité restreinte, l'échange instantané d'information est impossible, toute information voyageant à une vitesse finie.
Des objets définis uniquement par la pensée (tels le front d'une onde ou une ombre portée sur un objet distant) peuvent avoir une vitesse supérieure à c, mais cela ne contredit pas la relativité restreinte qui n'interdit les vitesses supraluminiques qu'aux porteurs d'information ou d'énergie.

## Paradoxe
Albert Einstein se demandait ce qu'il verrait s'il rattrapait un rayon de lumière, c'est-à-dire s'il se déplaçait à 300 000 km/s. Il verrait encore un rayon lumineux se déplacer à la même vitesse par rapport à lui ! Et c'est sa propre théorie, la relativité restreinte, qu'il bâtira quelques années plus tard qui rend l'hypothèse de voir un rayon de lumière au repos impossible.
En effet, la vitesse de la lumière est une constante absolue quel que soit le référentiel d'étude. Dans le vide, elle n'est jamais ni plus grande ni plus petite que c. Ainsi un rayon lumineux émis par une lampe à l'intérieur d'une voiture roulant à 90 km/h, se déplace encore à la vitesse c dans cette voiture. Et si Einstein rattrape le rayon lumineux, il le verrait encore se déplacer à la vitesse c.
La raison de ce paradoxe est que la loi de composition des vitesses galiléenne n'est plus applicable dès que les vitesses en jeu sont de l'ordre de grandeur de celle de la lumière. Dans le cas relativiste, les vitesses ne s'additionnent plus.

## Interprétation vulgarisée
Une façon imagée d'expliquer cette vitesse limite est de revisiter le concept de masse inerte. C'est la masse d'un corps qui s'oppose à sa mise en mouvement, et plus le corps est massif plus sa mise en mouvement et son accélération sont difficiles. En relativité, il est possible d'envisager le fait que cette masse (qui n'a plus alors totalement le même sens qu'en mécanique classique) augmente avec la vitesse du corps. Ainsi, plus le corps va vite, moins il est facile de l'accélérer, et ceci d'autant plus qu'il approche la vitesse limite c et une masse croissant vers l'infini.

## Cas des tachyons
(avril 2015).
- Si vous ne connaissez pas le sujet, laissez ce bandeau (vous pouvez alors contacter les auteurs).
- Si vous supprimez le contenu mis en cause (vous pouvez préalablement contacter les auteurs),

argumentez précisément cette suppression dans la page de discussion
(un manque de référence n'est pas un argument ; une recherche réelle de référence doit avoir été effectuée, être formellement documentée).
Bien que l'existence des tachyons, particules qui se déplaceraient à une vitesse supérieure à c, recueille les suffrages de peu de physiciens, ils sont aussi concernés par cette vitesse limite : en effet, à l'inverse des particules classiques, leur vitesse est toujours strictement supérieure à c.
Pour la question de la masse, la masse au repos d'un tachyon (même si c'est une vue de l'esprit) est un nombre imaginaire pur, d'où l'énergie finie du tachyon malgré sa vitesse supraluminique.
Il est à noter que le tachyon ne peut pas décélérer de sorte à repasser en dessous de la vitesse limite. En effet, ce passage impliquerait que l'énergie de la particule soit infinie au moment où elle atteint c, même lors d'une décélération. De la sorte, s'il est théoriquement possible pour une particule d'avoir une vitesse supérieure à c, il lui est en revanche impossible de franchir cette vitesse.
En outre, si les tachyons avaient été prédits par la théorie des cordes, cette dernière s'est retrouvée libérée de cette contrainte par l'introduction de la notion de supersymétrie. D'une prédiction théorique fondamentale, les tachyons se sont retrouvés ainsi relégués au rang de simples particules hypothétiques que d'aucuns qualifieraient d'imaginaires et dénuées d'intérêt.

## Cas des neutrinos
Réalisée au CERN, l'expérience OPERA consiste à envoyer des neutrinos à une distance de 730 km. La lumière met 2,4 millisecondes à parcourir cette distance mais les neutrinos arrivaient 60 nanosecondes plus tôt.
Mais des problèmes de connexions sur un branchement défectueux d'un câble de synchronisation optique des horloges de précision raccourcissait le temps de parcours des neutrinos de 74 nanosecondes. Par ailleurs, l'horloge de haute précision utilisée était elle-même légèrement faussée, ajoutant 15 nanosecondes au temps de parcours. Avec les deux erreurs cumulées, on obtient bien une avance de 59 nanosecondes. Les neutrinos n'ont donc jamais franchi la vitesse de la lumière.